# ПрайдзіСвет
«Інтернет-часопис „ПрайдзіСвет“» — білоруський літературно-перекладацький оналайн-журнал, заснований 27 травня 2009 року. На ресурсі опубліковано переклади з 30 мов світу, сайт співрацює з більш як ста перекладачами. Запроваджено кілька літературних конкурсів у співучасті з громадським та культурними закладами.